# Kaze no iro
Pour plus de détails, voir Fiche technique et Distribution.
Kaze no iro (風の色, litt. « la couleur du vent ») est un film japonais réalisé par Kwak Jae-yong, sorti en 2017.

## Synopsis
Avant sa mort, la petite amie de Ryo lui annonce qu'une femme identique à elle vit à Hokkaidō.

## Fiche technique
- Titre : Kaze no iro
- Titre original : 風の色
- Réalisation : Kwak Jae-yong
- Scénario : Kwak Jae-yong, d'après le roman homonyme de Tadashi Onitsuka (ja)[1]
- Production : Yongsoon Hwang, Atsushi Ichikawa et Gen Terada
- Société de production : Asia Pictures Entertainment
- Pays :  Japon
- Format : couleur - 2,35:1
- Genre : Drame et romance
- Durée : 119 minutes
- Dates de sortie : 
  - Corée du Sud : 14 juillet 2017 (festival international du film fantastique de Puchon)
  - Japon : 26 janvier 2018[1]

## Distribution
- Takemi Fujii
- Yūki Furukawa
- Yoshihiko Hakamada
- Maiko Itō
- Nayu Matsubara
- Naoto Takenaka

## Accueil
Cha Chae-ra pour le site Maxmovie qualifie le film de « visuellement intéressant ».